# صفة فوق قطعية
الصفة فوق القطعية هي صفة لحنية تعلق على وحدة لحنية تسمى وحدة فوق قطعية.